# Gold Hill (Oregon)
Pour les articles homonymes, voir Gold Hill.
Gold Hill est une municipalité américaine située dans le comté de Jackson en Oregon.
Lors du recensement de 2010, sa population est de 1 220 habitants. La municipalité s'étend sur 0,77 mille carré (1,99 km2).
Gold Hill devient une municipalité le 12 février 1895. Elle est nommée après la découverte d'or sur ses hauteurs : « gold hill » signifiant « la colline d'or ».